# Fort de Shinkakasa
Koordinaten: 5° 51′ 25″ S, 13° 1′ 58″ O

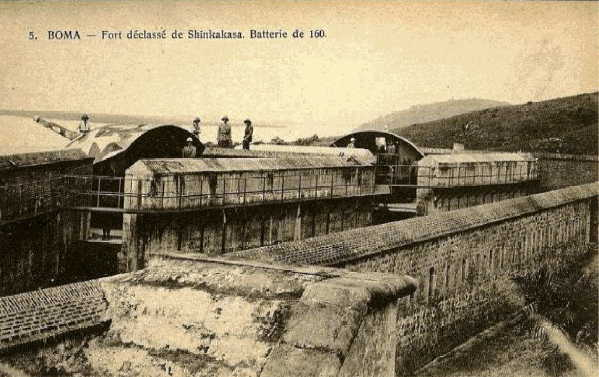
Fort Shinkakasa

Fort de Shinkakasa war eine Festung, die während der Zeit des Kongo-Freistaates in der heutigen Demokratischen Republik Kongo 1891 errichtet wurde. Die Festung liegt 1,5 Kilometer westlich der Stadt Boma. Ihre Hauptaufgabe bestand darin, die Mündung des Stromes Kongo und die Hauptstadt Boma zu schützen.
Die Festung wurde vom belgischen Ingenieur Émile Wangermée entworfen, der ein Schüler von Henri Alexis Brialmont gewesen war. Speziell Portugal, welches das Gebiet nördlich des Freistaates mit der Provinz Cabinda, sowie das südlich gelegene Angola kontrollierte, versuchte mehrmals die Kontrolle über die Mündung des Kongo Stromes zu erlangen, um damit seine beiden Kolonien zu verbinden. In der Festung waren 200 Soldaten der Force Publique stationiert, die über acht 160-mm-Schiffsgeschütze verfügten. Unterstützt wurden sie im Ernstfall von einheimischen Hilfstruppen. Zusammengesetzt waren die Truppen aus verschiedensten Stämmen, um drohende Meutereien zu verhindern. Durch die Geschütze war die Festung auch ein potenzieller Risikofaktor für die Hauptstadt, die sie eigentlich schützen sollte. Dennoch kam es am 17. April 1900 zu einer Meuterei der Truppen.